# Delias ninus
Delias ninus, a Jezebel malaia, é uma borboleta da família Pieridae. Foi descrita por Alfred Russel Wallace em 1867. É encontrada na Região indo-malaia.
A envergadura é de cerca de 70 a 85 mm.

## Subespécies
- Delias ninus alluviorum Fruhstorfer, 1905 (Sumatra ocidental)
- Delias ninus babai Yagishita, 1997 (Mianmar)
- Delias ninus ninus (Malásia Peninsular)
- Delias ninus parthenia Staudinger, 1892 (norte de Bornéu)
- Delias ninus saranensis Yagishita, 1993 (Monte Saran, Kalimantan ocidental)
- Delias ninus shoujii Yagishita, 1993 (Monte Bawang, Kalimantan ocidental)